# Paul Fouad Tabet
Paul Fouad Tabet (28 novembre 1929 - 20 juillet 2009) est un prélat de l'Église maronite né au Liban, qui a passé de nombreuses années au service diplomatique du Saint-Siège. Il devient archevêque en 1980 et, de 1980 à 2005, il est nonce apostolique dans de nombreux États, dont diverses nations des Caraïbes, le Nigeria (en) et la Grèce (en).

## Biographie
Né à Maarab, au Liban, le 28 novembre 1929, Tabet est ordonné prêtre de l'Église maronite le 22 décembre 1956.
En 1960, il est nommé pour se préparer à travailler dans le service diplomatique du Saint-Siège par des études à l'Académie pontificale ecclésiastique de Rome
Le 9 février 1980, le pape Jean-Paul II nomme Tabet archevêque titulaire de Sinna (de) et pro-nonce apostolique à Trinité-et-Tobago (en), à la Barbade (en), à la Jamaïque (en) et aux Bahamas (en), et délégué apostolique pour le reste des Caraïbes, auxquelles le Saint-Siège se réfère sous le nom d'Antilles. Tabet est consacré évêque le 30 mars 1980 par le patriarche maronite d'Antioche, le cardinal Antoine Pierre Khoraish, assisté des co-consécrateurs Chucrallah Harb (de), éparque de Jounieh, et Roland Aboujaoudé (de), évêque auxiliaire d'Antioche (de). Le 11 février 1984, les responsabilités de Tabet sont élargies avec la nomination supplémentaire en tant que pro-nonce apostolique au Belize (en).
Le 8 septembre 1984, il est réaffecté en tant que pro-nonce apostolique au Nigeria (en).
Le 14 décembre 1991, il est nommé Observateur permanent du Saint-Siège auprès des Nations unies à Genève (en), poste qu'il occupe jusqu'en mars 1995. Le 2 janvier 1996, Tabet est nommé nonce apostolique en Grèce (en) Il reste en poste jusqu'au 25 janvier 2005, date de sa retraite du service diplomatique du Saint-Siège.

## Succession apostolique
Paul Fouad Tabet a ordonné les évêques suivants :
- Cardinal Kelvin Edward Felix (1981)
- Archevêque Lawrence Aloysius Burke (en),  S.I. (1981)
- Évêque Ernest Cabo (1983)
- Archevêque Joseph Effiong Ekuwem (it) (1989)
- Archevêque Lucius Iwejuru Ugorji (en) (1990)
- Évêque Vincent Valentine Egwuchukwu Ezeonyia, C.S.Sp. (1990)